# Niewolnica Isaura (telenowela 1976)
Niewolnica Isaura (port. Escrava Isaura) – brazylijska telenowela wyprodukowana przez Rede Globo, wyemitowana po raz pierwszy w 1976 roku, a w Polsce od 1985 roku. Serial został zrealizowany na podstawie abolicjonistycznej powieści Bernarda Guimarãesa pt. Niewolnica Isaura z 1875 roku.
Na podstawie liczącej 178 stron powieści powstało 100 półgodzinnych odcinków. Wersja eksportowa była krótsza – w zależności od edycji obejmowała 30 odcinków trwających około 30 minut lub 15 odcinków, z których każdy trwał około godziny.

## Emisja i reakcje
W 1985 roku w Polsce wyemitowano 15-odcinkową wersję serialu. Kolejne odcinki prezentowano na antenie TVP1 we wtorki, dwukrotnie w ciągu dnia – przed południem (w ramach tzw. filmu dla drugiej zmiany) oraz po głównym wydaniu Dziennika Telewizyjnego, od 19 lutego do 28 maja.
Niewolnica Isaura była pierwszą telenowelą wyemitowaną w Polsce i od razu wzbudziła duże zainteresowanie. Spotkała się zarówno z krytyką w mediach, jak i z ogromną sympatią widzów. Choć uznawano ją wówczas za produkcję kategorii B, już czwarty odcinek osiągnął oglądalność na poziomie 84%. Jej wpływ na emocje odbiorców uznano za fenomen socjologiczny – we wtorkowe wieczory, podczas emisji serialu, ulice wielu miast pustoszały. Na fali popularności serialu, w maju 1985 roku Polskę odwiedziła para aktorów odtwarzających główne role – Lucélia Santos (Isaura) i Rubens de Falco (Leôncio). Podczas tygodniowego pobytu odwiedzili m.in. Warszawę, Łódź, Skierniewice, Katowice, Sosnowiec i Kraków, spotykając się z widzami w szkołach, szpitalach i zakładach pracy.
Telenowela była jednym z najpopularniejszych programów w historii polskiej telewizji – średnia oglądalność wynosiła 81%, a w szczytowych momentach sięgała nawet 92%. Po wizycie aktorów kobiety zaczęły nosić fryzury inspirowane postacią Isaury – włosy do ramion z przedziałkiem pośrodku.
Serial pozostaje największym eksportowym sukcesem brazylijskiej telewizji. Sprzedano go do ponad stu krajów. Szczególnie duży sukces odniósł w Chinach, gdzie był pierwszym zagranicznym serialem wyemitowanym po rewolucji kulturalnej. Lucélia Santos otrzymała tam nagrodę dla najlepszej aktorki, a także towarzyszyła prezydentowi Brazylii podczas oficjalnej wizyty w Chinach. Popularność telenoweli objęła również inne kraje bloku wschodniego, w tym ZSRR, Węgry i Jugosławię.
Na początku XXI wieku TV Puls dwukrotnie wyemitowała Niewolnicę Isaurę w oryginalnej, 100-odcinkowej wersji.

## Inne wersje
W 2004 roku brazylijska telewizja RecordTV zrealizowała nową wersję serialu – Niewolnica Isaura. Produkcja liczy 167 godzinnych odcinków i była dwukrotnie emitowana przez stację Zone Romantica.
W 2008 roku TVS wyemitowała wersję serialu, w której lista dialogowa została przełożona na etnolekt śląski. Lektorami byli Joanna Bartel i Krzysztof Hanke. Wyemitowana przez Telewizję Silesia wersja (pod tytułem Niewolnica Izaura) stanowiła drugą odmianę wersji eksportowej i składała się z 30 półgodzinnych odcinków.

## Fabuła
Akcja serialu toczy się w Brazylii w XIX wieku, za panowania cesarza Pedro II, na kilkanaście lat przed zniesieniem niewolnictwa w 1888 roku.
Główną bohaterką jest Isaura – młoda, piękna niewolnica o jasnym kolorze skóry, która zna jedynie fragmenty swojej przeszłości. Wie tylko, że jej matka była piękną mulatką. Isaura należy do pana Almeidy, bogatego plantatora bawełny. Ze względu na swój wygląd nie pracuje w polu, lecz pomaga w domu. Żona właściciela, Ester Almeida, pod nieobecność syna traktuje ją jak córkę. Zapewniła Isaurze staranne wykształcenie – dziewczyna potrafi czytać i pisać, zna języki obce, gra na fortepianie, tańczy i śpiewa. Otrzymuje również eleganckie suknie, jakich nie szczędzono by własnemu dziecku.
Sielankowe życie Isaury zmienia się wraz z powrotem z Europy młodego dziedzica – Leôncia. Zakochuje się on w dziewczynie i próbuje ją uwieść. Od tego momentu Isaura ponownie staje się traktowana jak niewolnica – nie wolno jej nawet przebywać w salonie podczas wizyt gości. Dziewczyna ma jednak innego adoratora – Tobiasa, właściciela sąsiedniej plantacji, którego darzy uczuciem. Tobias pragnie wykupić Isaurę i poślubić, lecz Leôncio, mimo że sam żeni się z Malviną – córką przyjaciela ojca – nie zamierza zrezygnować z prób podporządkowania sobie Isaury.

## Obsada
- Lucélia Santos – Isaura
- Rubens de Falco – Leôncio Almeida
- Roberto Pirillo – Tobias Vidal
- Elisa Fernandes – Taís Vidal, siostra Tobiasa
- Amiriz Veronese – Alba, matka Tobiasa, wdowa, ciężko chora, przekazała majątek dzieciom
- Zeni Pereira – Januária, stara niewolnica, gosposia w hacjendzie, uwielbia Isaurę
- Beatriz Lyra – Ester Almeida
- Gilberto Martinho – Comendador Almeida
- Edwin Luisi – Álvaro, młody milioner, abolicjonista, zakochany w Isaurze
- Carlos Duval – Beltrão, ogrodnik, zakochany w Isaurze
- Gilda Sarmento – Carolina
- Haroldo de Oliveira – André, młody niewolnik, niepokorny, początkowo kocha się w Isaurze
- Isaac Bardavid – Francisco, bezwzględny nadzorca niewolników na plantacji Almeidy
- Léa Garcia – Rosa, młoda niewolnica, marzy o Leôncio i zazdrości Isaurze jego zainteresowania
- Maria das Graças – Santa, młoda niewolnica, bliska przyjaciółka Isaury, zakochana w André
- Mário Cardoso – Henrique Fontoura, brat Malviny, zakochany w Tais
- Norma Blum – Malvina Fontoura, żona Leôncia, pomaga Isaurze
- Dary Reis – Conselheiro Fontoura
- Átila Iório – Miguel, ojciec Isaury i zarządca na plantacji Tobiasa
- Ary Coslov – Geraldo, najlepszy przyjaciel Alvara
- Ângela Leal – Carmen, aktorka, przyjaciółka Almeidy
- José Maria Monteiro – Capitão Andrada, ojciec Lúcii, bogacz ziemski
- Clarisse Abujamra – Lúcia Andrada, zakochana w Alvaro
- Ítalo Rossi – José, towarzysz Leôncia w interesach, zdolny do wszystkiego dla pieniędzy
- Francisco Dantas – Mattoso
- Myrian Rios – Aninha
- André Valli – Martinho
- Ana Maria Grova – Eneida
- Neusa Borges – Rita, niewolnica służąca w domu
- Marlene Figueiró – Leonor, młoda niewolnica, osobista służąca Tais
- Nena Ainhoren – Lucíola
- Aguinaldo Rocha – dr Alceu, prawnik Estery, ma przygotować akt uwolnienia Isaury
- Mário Polimento – Palhares
- Edyr Castro – Ana
- Almeida Santos – Jayme, służący, nadzoruje niewolników na plantacji
- Lady Francisco – Juliana
- Henriette Morineau – Madame Bensançon
- Ana Lucia Torre